# شمعون عباسی
شمعون عباسی ({{lang-ur|شمعون عباسی؛ زادهٔ ۴ آوریل ۱۹۷۳) بازیگر، کارگردان، تهیه‌کننده ، نویسنده زاده ایتالیا با اصالت پاکستانی است. از فیلم‌هایی که او بازی کرده‌است می‌توان به ۰۲۱ اشاره کرد.